# Qaim Ali Shah
Syed Qaim Ali Shah (en ourdou : سید قائم علی شاہ جیلانی), né le 13 septembre 1928, est un homme politique pakistanais. Il est trois fois ministre en chef du Sind, entre 1998 et 1990 puis 2008 et 2016. Il est celui qui occupe le plus longtemps ce poste. 
Qaim Ali Shah est un homme politique très important dans la province du Sind. Il est membre du Parti du peuple pakistanais (PPP) et a été un proche de Zulfikar Ali Bhutto puis de Benazir Bhutto. Durant le premier mandat de Premier ministre de cette dernière, il occupe le poste de ministre en chef du Sind, c'est-à-dire chef du gouvernement local de la province du Sind, le plus important fief électoral du PPP.

## Études
Il étudie à l'Université de Karachi et au Sindh Muslim Law College où il est diplômé en droit.

## Carrière politique

### Débuts
Qaim Ali Shah commence sa vie politique en tant représentant de district durant le régime d'Ayub Khan. 
Il rejoint le Parti du peuple pakistanais dans la fin des années 1960, et remporte un siège de député lors des élections législatives de 1970 et de 1977. Il est ministre de l'industrie dans le gouvernement Zulfikar Ali Bhutto.

### Ascension et mandats de ministre en chef du Sind

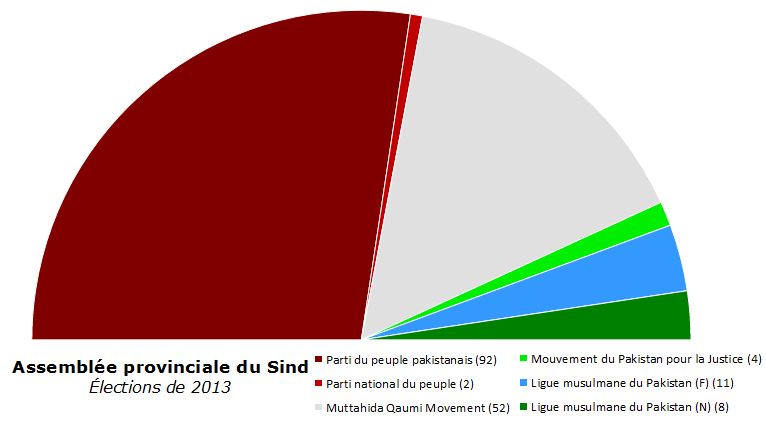
Composition de l'Assemblée provinciale du Sind après les élections législatives de 2013.

Qaim Ali Shah est élu six fois député local dans la première circonscription de Khairpur, élu en 1988, 1990, 1993, 2002 et 2008. Il perd aux élections de 1997. Durant les élections de février 2008, Qaim Ali Shah est réélu dans sa circonscription avec 71 % des voix face à 17 autres candidats, et durant les élections de mai 2013 avec environ 56 % des voix.
Il est également élu sénateur en 1997.
Qaim Ali Shah est élu ministre en chef par l'Assemblée provinciale du Sind le 7 avril 2008 avec 90 votes en sa faveur sur 168 sièges. Il réunit alors uniquement les élus du Parti du peuple pakistanais (PPP). En mai 2008, le PPP et le Muttahida Qaumi Movement (MQM) forment un gouvernement de coalition dans la province, qui réunit 144 des 168 sièges de l'Assemblée. L'un des principaux problèmes de son gouvernement sont les endémiques violences à Karachi.
Après des élections de 2013 et le succès de son parti dans la province, il est réélu ministre en chef le 30 mai 2013 par l'Assemblée en obtenant 86 voix sur 152 exprimées, tandis que les relations avec MQM se sont dégradées.

### Démission et bilan
Âgé de 82 ans, Qaim Ali Shah est poussé à la démission le 26 juillet 2016 par les instances de son parti et notamment Bilawal Bhutto Zardari qui entend rajeunir le personnel politique. Toutefois, des rancœurs seraient apparus à son encontre au sein du parti, dont certains membres reprochent par ailleurs son laxisme envers les abus commis par les rangers pakistanais, chargés de rétablir l'ordre à Karachi.
Son bilan à la tête de la province, dont il a été le plus longtemps ministre en chef, est controversé. Pour le journal pakistanais Dawn, Qaim Ali Shah est resté propre à titre personnel mais a dirigé l'une des administrations les plus corrompues et inefficaces. Il aurait notamment été incapable de contrôler certains de ses ministres et sa longévité serait surtout due à ses bonnes relations avec la direction de son parti, surtout Asif Ali Zardari, qu'il a pris soin de ne pas trop froisser.
Malgré son retrait de l’exécutif, il est de nouveau élu député provincial de Khairpur lors des élections législatives de 2018 en réunissant 60,4 % des voix contre 35,2 % pour son rival de la Grande alliance démocratique.